# Airbus Defence and Space
Airbus Defence and Space és una divisió d'Airbus Group responsible de la defensa i productes i serveis aeroespacial. La divisió es va formar el gener de 2014 durant la reestructuració de les empreses de European Aeronautic Defense and Space (EADS), i comprèn l'antiga Airbus Military, Astrium, i les divisions Cassidian.
Airbus Defence & Space està present en desenes de països de tots els continents.

## Història
El 31 de juliol de 2013, European Aeronautic Defence and Space Company (EADS) va anunciar que anava a canviar la seva raó social a Airbus Group a finals d'aquest any, i que Astrium, Cassidian i la divisió Airbus Military es van fusionar per formar una nova companyia:  Airbus Defence & Space .
El gener de 2014, EADS empresa matriu va efectuar la reorganització com Airbus Group, per tres empreses filials que inclouen Airbus Defence and Space, Airbus, i Airbus Helicopters.
|                      | 10 de juliol de 2000 | 1 de desembre de 2006                            | 1 d'abril de 2009                                | 7 de setembre de 2010                            | 17 de gener de 2014                              | 27 de maig de 2015                               | 27 de maig de 2015                               | 1 de gener de 2017           | 12 d'abril de 2017           | 12 d'abril de 2017           |                              |  |
|                      |                      | European Aeronautic Defence and Space Company NV | European Aeronautic Defence and Space Company NV | European Aeronautic Defence and Space Company NV | European Aeronautic Defence and Space Company NV | European Aeronautic Defence and Space Company NV | European Aeronautic Defence and Space Company NV | Airbus Group NV              | Airbus Group SE              | Airbus Group SE              | Airbus SE                    |  |
| Airbus Industrie GIE | Airbus Industrie GIE | Airbus Industrie GIE                             | Airbus Industrie GIE                             | Airbus SAS                                       | Airbus SAS                                       | Airbus SAS                                       | Airbus SAS                                       | Airbus SAS                   | Airbus SAS                   |                              | Airbus SE                    |  |
| Airbus Industrie GIE | Airbus Industrie GIE | Airbus Industrie GIE                             | Airbus Industrie GIE                             |                                                  |                                                  | Airbus Military SAS                              | Airbus Military SAS                              | Airbus Defence and Space SAS | Airbus Defence and Space SAS | Airbus Defence and Space SAS | Airbus Defence and Space SAS |  |
|                      |                      | EADS Defence and Security                        | EADS Defence and Security                        | EADS Defence and Security                        | EADS Defence and Security                        | EADS Defence and Security                        | Cassidian SAS                                    | Airbus Defence and Space SAS | Airbus Defence and Space SAS | Airbus Defence and Space SAS | Airbus Defence and Space SAS |  |
|                      |                      | Astrium SAS                                      | Astrium SAS                                      | Astrium SAS                                      | EADS Astrium SAS                                 | EADS Astrium SAS                                 | EADS Astrium SAS                                 | Airbus Defence and Space SAS | Airbus Defence and Space SAS | Airbus Defence and Space SAS | Airbus Defence and Space SAS |  |
|                      | Eurocopter SA        | Eurocopter SA                                    | Eurocopter SAS                                   | Eurocopter SAS                                   | Eurocopter SAS                                   | Eurocopter SAS                                   | Eurocopter SAS                                   | Airbus Helicopters SAS       | Airbus Helicopters SAS       | Airbus Helicopters SAS       | Airbus Helicopters SAS       |  |
|                      |                      |                                                  |                                                  |                                                  |                                                  |                                                  |                                                  |                              |                              |                              |                              |  |
|                      |                      |                                                  |                                                  |                                                  |                                                  |                                                  |                                                  |                              |                              |                              |                              |  |

## Organització

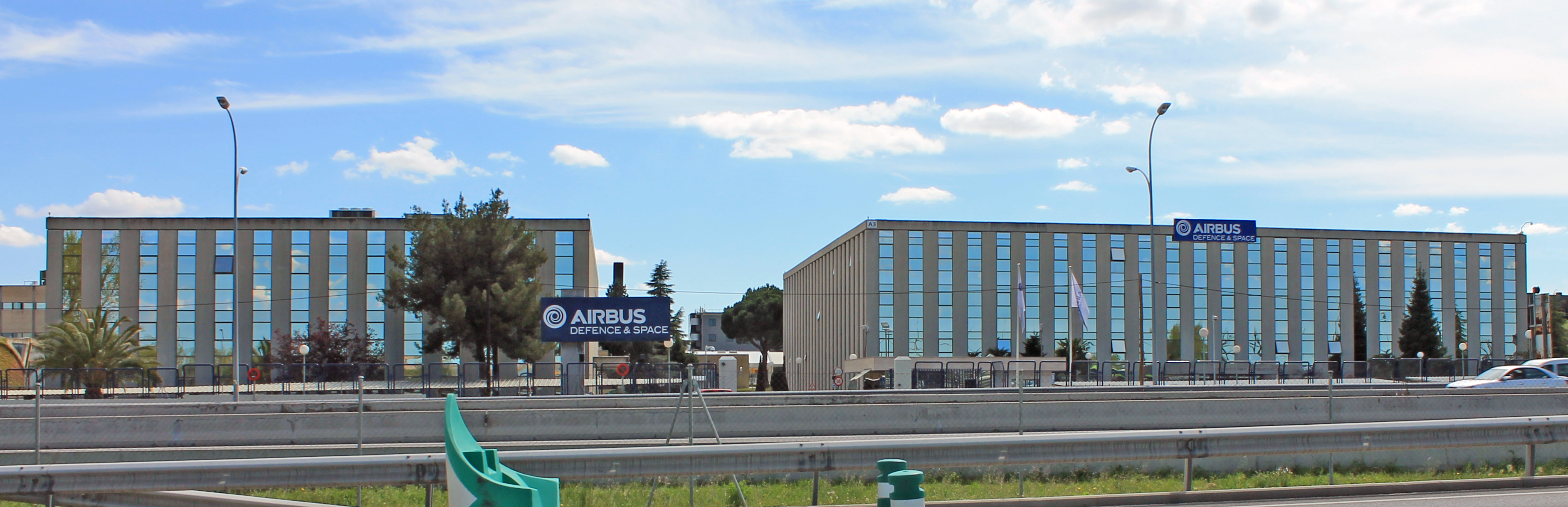
Oficines de Airbus Defence & Space a Madrid.

Airbus Defence & Space està actualment estructurat en 4 línies de negoci:
- Military Aircraft
- Space Systems
- Electronics
- Comunicacions, Intel·ligència i Seguretat

### Avions militars

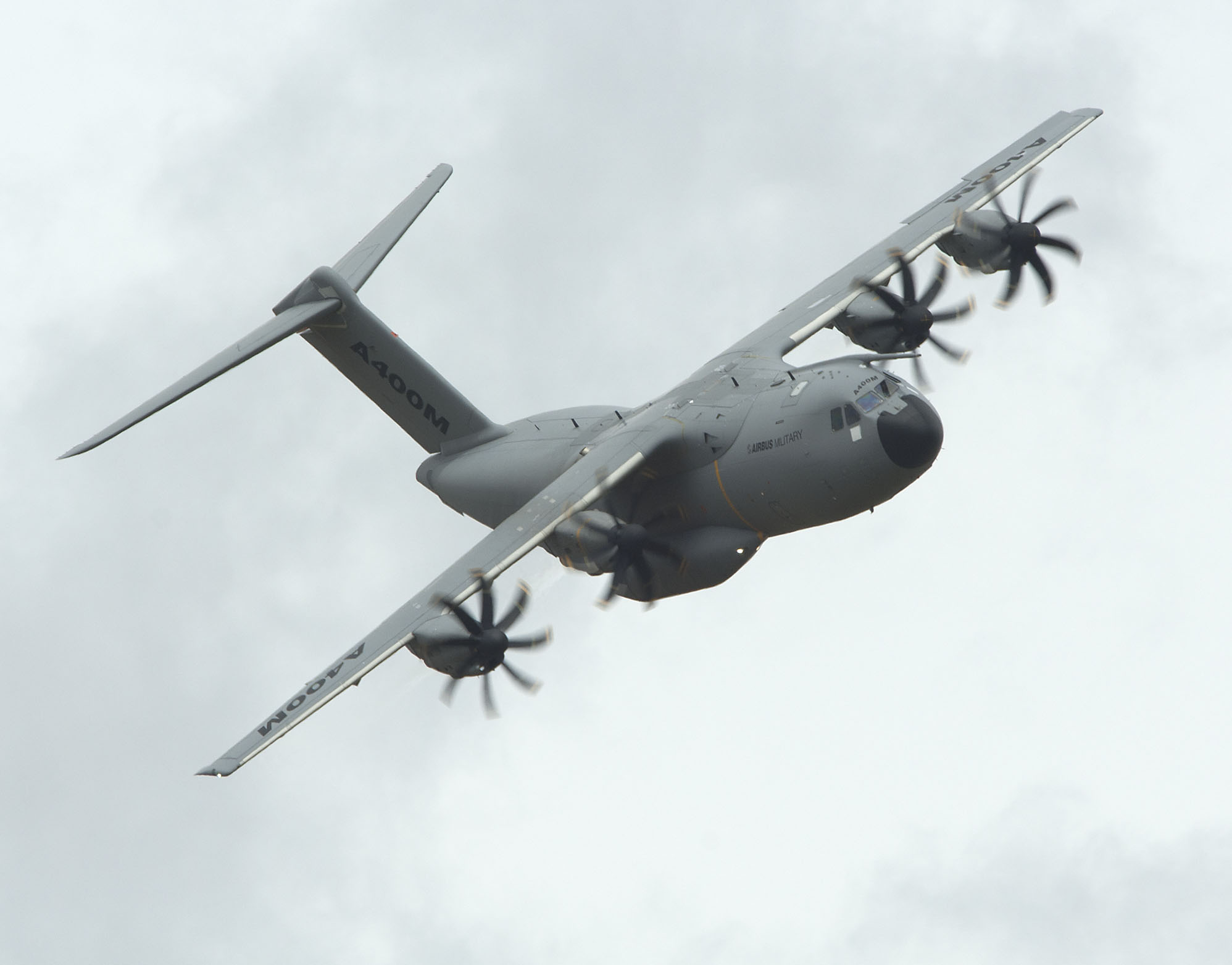
A400M volant durant el Royal International Air Tattoo (RIAT) 2010

- Airbus A330 MRTT
- Airbus A400M Atlas
- CASA C-212 Aviocar
- CASA/IPTN CN-235
- EADS CASA C-295
- Eurofighter Typhoon

### Sistemes Espacials
- Vehicle de transferència automatitzat
- Orion Mòdul de Servei Europeu
- Columbus orbital facility
- Ariane
- Eurostar (autobús satèl·lit)
- Astromòbil ExoMars
- Motor de coets: HM7B, Aestus, Vinci, Vulcain[6]
- D'alta puresa Hydrazine (HYPU)[7]

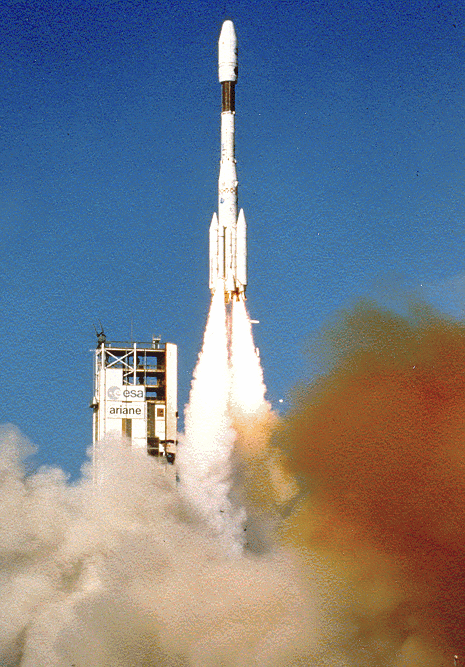
Ariane-44lp
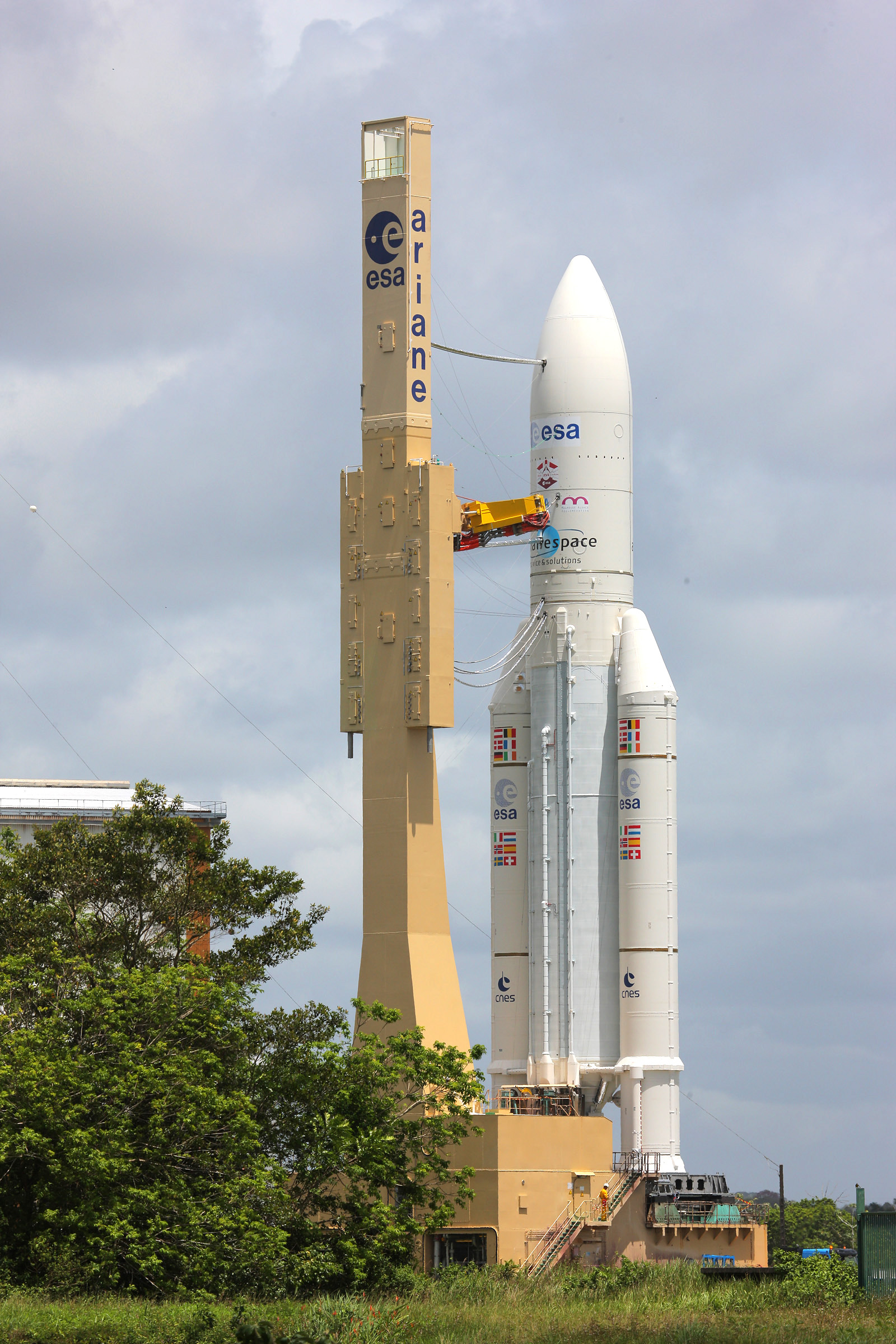
5ES Ariane amb ATV 4
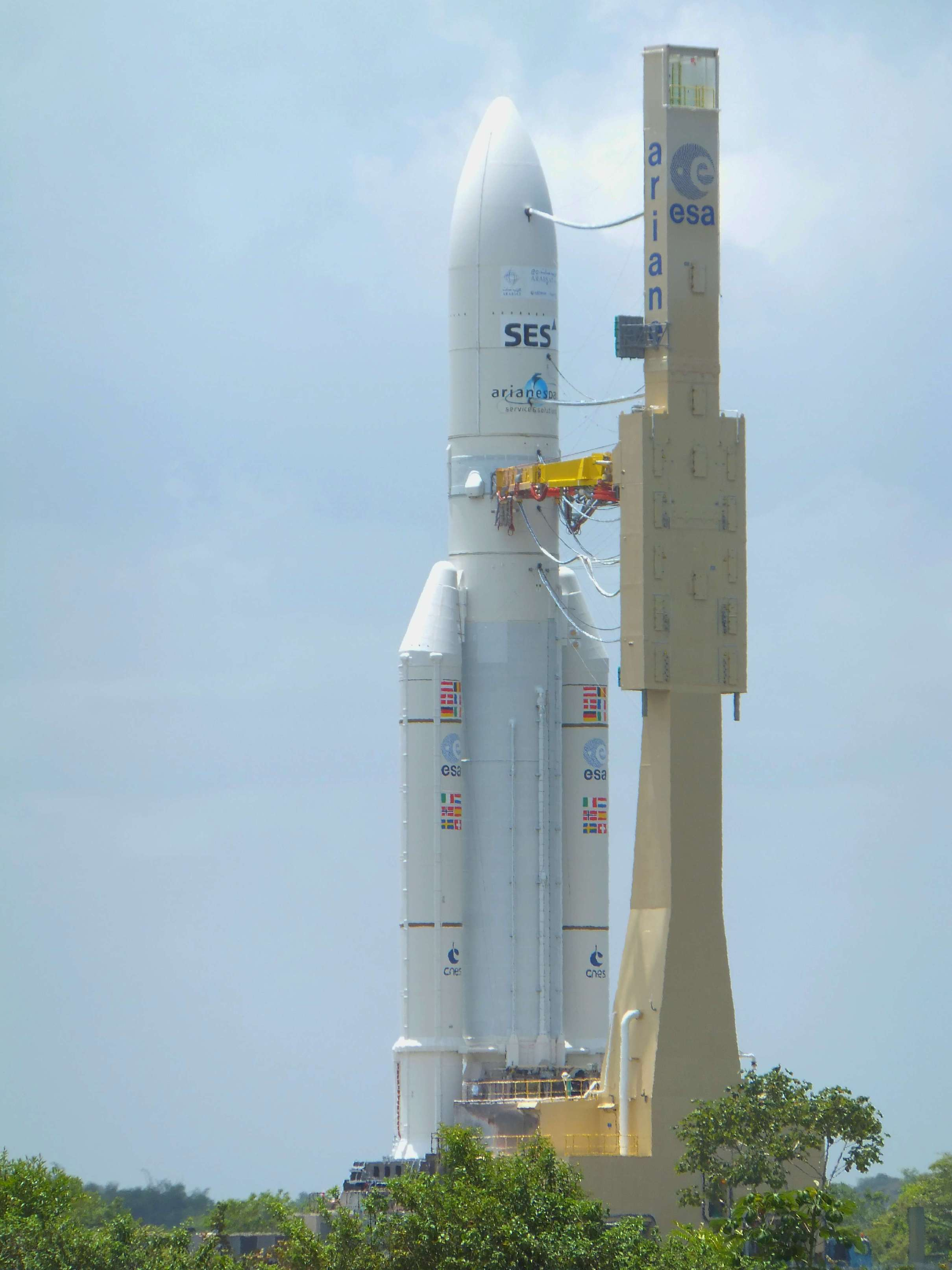
Ariane 5ECA
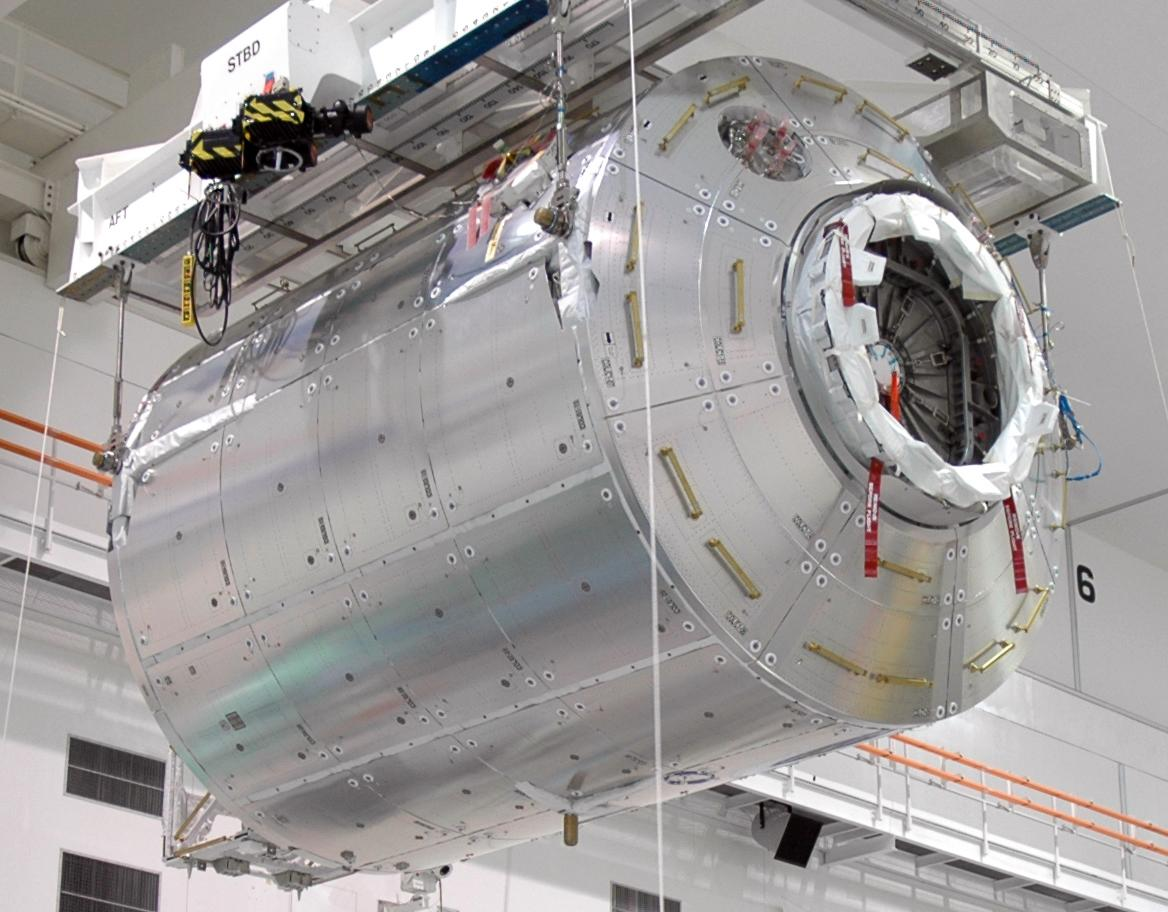
Laboratori Científic del Columbus
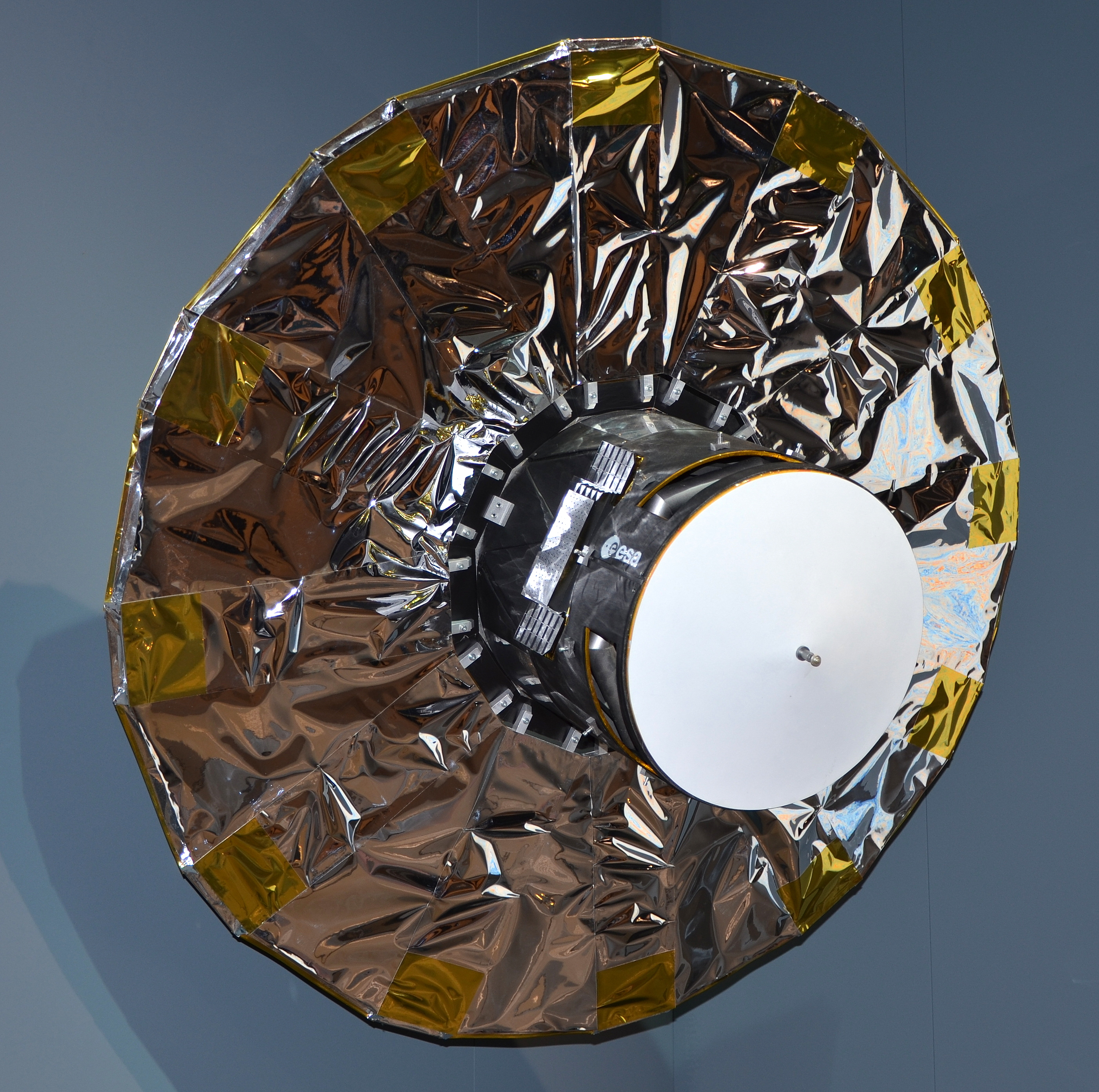
Nau espacial Gaia
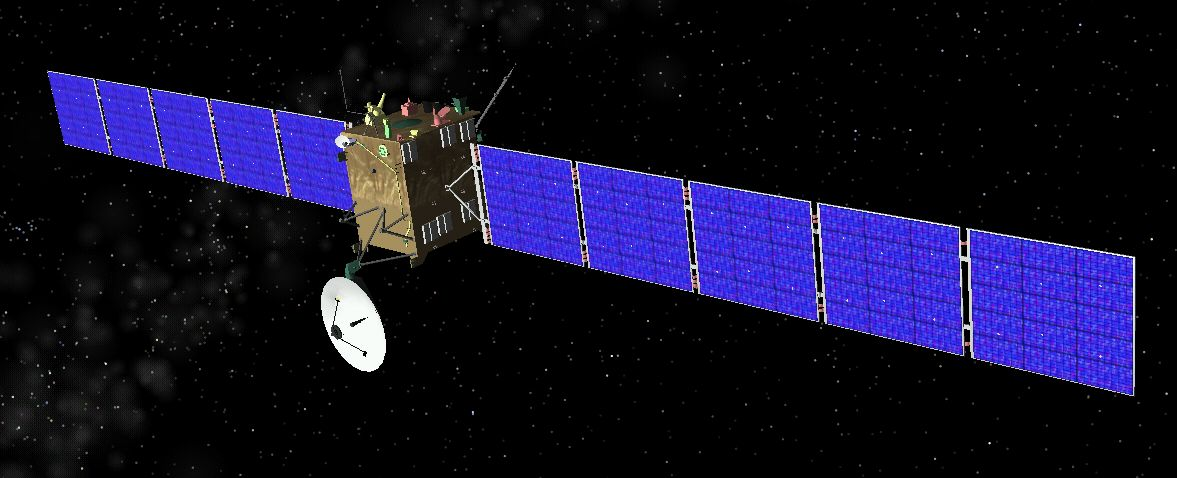
Nau espacial Rosetta

## Llocs
Els principals llocs de defensa i de l'espai europeu Airbus es troben
- a Alemanya: Backnang, Berlín, Bremen, Immenstaad am Bodensee, Jena, Kiel, Koblenz, Köln, Lampoldshausen, Manching, Ottobrunn, Potsdam, Rostock, Sulzbach (Taunus), Trauen, Ulm i Unterschleißheim
- a França: Elancourt, Vélizy, Les Mureaux, Bordeus, Tolosa de Llenguadoc i Kourou a la Guaiana Francesa
- al Regne Unit: Newport, Portsmouth i Stevenage
- a Espanya:Getafe, Madrid i Sevilla
- a Itàlia: Roma i Potenza.